# コラート (イタリア)
コラート（イタリア語: Corato）は、イタリア共和国プッリャ州バーリ県にある、人口約4万8000人の基礎自治体（コムーネ）。

## 地理

### 位置・広がり

#### 隣接コムーネ
隣接するコムーネは以下の通り。BTはバルレッタ＝アンドリア＝トラーニ県所属。
- アンドリア (BT)
- ビシェーリエ (BT)
- ルーヴォ・ディ・プーリア
- トラーニ (BT)